# CRIPT
CRIPT‏ (CXXC repeat containing interactor of PDZ3 domain) هوَ بروتين يُشَفر بواسطة جين CRIPT في الإنسان.